# Абдель Фаттах Мухаммед аль-Маграби
Абдель Фаттах Мухаммед аль-Маграби ( араб. عبد الفتاح المغربي;
1898–1985, Ньютон-Эббот) – суданские политический и государственный деятель. Председатель суверенного совета Судана (26 декабря 1955 – 17 ноября 1958), математик, педагог, доктор наук
После провозглашения независимости Респу́блики Суда́н (араб. جمهورية السودان) 1 января 1956 года коллективным главой государства стал Суверенный совет Судана (араб. مجلس السيادة; также известный как Верховная комиссия), состоящий из пяти равноправных членов. Суверенный совет Судана просуществовал до 17 ноября 1958 года, когда в стране произошёл вооружённый переворот. Суверенныйсовет был распущен, что привело к изменению структуры управления Суданом с парламентской системы на военное правление.
Аль-Маграби получил образование в Американском университете в Бейруте в составе первой студенческой делегации, обучавшейся за пределами Судана, получил докторскую степень по математике. Затем работал преподавателем математики в Мемориальном колледже Гордона.
В 1951 году был назначен единственным членом оппозиции в Законодательном собрании, обсуждавшим вопрос конституции страны.
Умер в Ньютон-Эббот (Великобритания).